# Champions Chess Tour 2023
Le Champions Chess Tour 2023 est un circuit de tournois d'échecs rapides en ligne (sur internet) organisé en 2023 par le champion du monde Magnus Carlsen et doté de 2 million de dollars de prix. Les meilleurs joueurs mondiaux sont invités.

## Organisation
Le circuit est composé de six tournois dotés de 235 000 $ avec une finale à huit joueurs disputée en décembre 2023.

## Palmarès des tournois à élimination directe
Le vainqueur de la division I remporte 30 000 $ et marque 150 points, le deuxième remporte 20 000 $ et marque 100 points, le troisième remporte 15 000 $ et marque 75 points. Le quatrième de la division I remporte 12 500 $ et marque 50 points. Le vainqueur de la division II remporte 10 000 $ et marque 50 points. Le cinquième de la première division remporte 10 000 $, marque 30 points et se qualifie pour la division I du tournoi suivant.
Les six premiers tournois sont chacun dotés de 235 000 $.
| Tournoi                    | Dates                 | Vainqueur de la division I | Deuxième (grand finaliste) | Troisième             | Quatrième             | Vainqueur de la division II |
| -------------------------- | --------------------- | -------------------------- | -------------------------- | --------------------- | --------------------- | --------------------------- |
| Airthings Masters          | 6-10 février          | Magnus Carlsen             | Hikaru Nakamura            | Wesley So             | Arjun Erigaisi        | Fabiano Caruana             |
| Chesable Masters           | 3-7 avril             | Hikaru Nakamura            | Fabiano Caruana            | Magnus Carlsen        | Levon Aronian         | Nodirbek Abdusattorov       |
| ChessKid Cup,              | 22-26 mai             | Nodirbek Abdusattorov      | Fabiano Caruana            | Jorden van Foreest    | Jules Moussard        | Vladimir Fedosseïev         |
| Aimchess Rapid             | 10-14 juillet         | Magnus Carlsen             | Wesley So                  | Nodirbek Abdusattorov | Eduardo Iturrizaga    | Denis Lazavik               |
| Julius Baer Generation Cup | 28 août-1er septembre | Magnus Carlsen             | Alireza Firouzja           | Denis Lazavik         | Nodirbek Abdusattorov | Ian Nepomniachtchi          |
| AI Cup                     | 25-29 septembre       | Maxime Vachier-Lagrave     | Magnus Carlsen             | Ian Nepomniachtchi    | Anish Giri            | Vladimir Fedosseïev         |

## Finale à Toronto
La finale est disputée à Toronto du 9 au 16 décembre avec un tournoi toutes rondes suivi d'une phase finale à élimination directe avec quatre joueurs.
Magnus Carlsen remporte le tournoi de Toronto en battant Wesley So en finale.
Demi-finalistes :  Nodirbek Abdusattorov et Fabiano Caruana.

## Palmarès des tournois de qualification («Play-In»)
| Tournoi                    | Date         | Vainqueur du système suisse | Qualifiés pour la division I                                                                                 |
| -------------------------- | ------------ | --------------------------- | --- |
| Airthings Masters          | 3 février    | Dommaraju Gukesh            | Gukesh, Firouzja, Erigaisi, Nakamura                                                                         |
| Chesable Masters           | 13 mars      | Lê Quang Liêm               | Lê, Aronian, Artemiev, Fedossseïev                                                                           |
| ChessKid Cup               | 1er mai      | Alireza Firouzja            | Firouzja, Van Foreest (remplace Giri), Moussard (remplace Aronian), Kollars, Chimanov (remplace Chevtchenko) |
| Aimchess Rapid             | 12 juin      | Levon Aronian               | Aronian, Carlsen, So, Iturrizaga                                                                             |
| Julius Baer Generation Cup | 24 juillet   | Fabiano Caruana             | Caruana, Tabatabaei, Eljanov, Firouzja                                                                       |
| A.I. Cup                   | 18 septembre | Fabiano Caruana             | Giri, Nakamura, Vachier-Lagrave, Mamedyarov                                                                  |